# Keulegan-Carpenter-Zahl
Die Keulegan-Carpenter-Zahl {\displaystyle {\mathit {KC}}} (nach Garbis Hovannes Keulegan (1890–1989) und Lloyd H. Carpenter) ist eine dimensionslose Kennzahl, die bei der Beschreibung von oszillierenden Strömungen zum Beispiel in porösen Medien verwendet wird. Für einen Körper mit charakteristischer Länge {\displaystyle L}, ein Zylinder mit Durchmesser {\displaystyle L}, der sich in einer oszillierenden Strömung befindet, ist sie definiert als 
{\displaystyle {\mathit {KC}}={\frac {U_{\mathrm {m} }\cdot T}{L}}}
{\displaystyle U_{\mathrm {m} }} bezeichnet die maximale Amplitude der Strömungsgeschwindigkeit und {\displaystyle T} die Periode der Oszillation.
Die Keulegan-Carpenter-Zahl kennzeichnet das Ansteigen des hydraulischen Widerstands {\displaystyle I} bei oszillierenden Strömungen im Vergleich zu stationären Strömungen, indem im Forchheimerschen Gesetz
{\displaystyle I=a\cdot v+b\cdot \left|v\right|\cdot v}
der Faktor {\displaystyle b} (für stationäre Strömungen) sich im Falle einer oszillierenden Strömung erhöht auf
{\displaystyle b\mapsto b\left(1+{\frac {7{,}5}{\mathit {KC}}}\right)}.